# Mont-Saxonnex
Mont-Saxonnex település Franciaországban, Haute-Savoie megyében. Lakosainak száma 1637 fő (2022. január 1.). Mont-Saxonnex Bonneville, Brizon, Marnaz, Le Reposoir, Vougy, Glières-Val-de-Borne és Le Grand-Bornand községekkel határos.

## Népesség
A település népességének változása:
| Lakosok száma | 1609 | 1643 | 1700 | 1668 | 1668 | 1667 | 1666 | 1650 | 1637 |
|               | 2013 | 2015 | 2016 | 2017 | 2018 | 2019 | 2020 | 2021 | 2022 |